# José Joaquim de Andrade Neves Neto
José Joaquim de Andrade Neves Neto (Rio Pardo, 1873 — Santa Maria, 22 de janeiro de 1923) foi um promotor público, advogado, escritor e jornalista brasileiro.
Era filho do General José Joaquim de Andrade Neves Filho e de Francisca Rocha Ramos. Formou-se na Faculdade de Direito de São Paulo. Casou-se com sua prima Ana Carolina de Andrade Neves.
Foi membro fundador da Academia Rio-Grandense de Letras e participou de sua refundação em 1910. Orador fluente e bom poeta; deixou um livro de versos, intitulado Violas Gaúchas (publicado em 1906) e um outro inédito intitulado Sonetos de Antero.

## Obras
- Dr. Fernando Abott, 1904
- Violas gaúchas, 1906